# Michele Di Tolve

Bischofswappen von Michele Di Tolve

Michele Di Tolve (* 19. Mai 1963 in Mailand) ist ein italienischer römisch-katholischer Geistlicher und Weihbischof in Rom sowie Regens des Päpstlichen Römischen Priesterseminars und Verantwortlicher für die Priesterausbildung in Rom.

## Leben
Michele Di Tolve wuchs in Pagliera (Gemeinde Lainate) auf. Er studierte Philosophie und Katholische Theologie am erzbischöflichen Priesterseminar in Mailand. Der Erzbischof von Mailand, Carlo Maria Kardinal Martini SJ, spendete ihm am 4. Dezember 1988 in Cesano Maderno die Diakonen- und am 10. Juni 1989 im Mailänder Dom die Priesterweihe.
Di Tolve war zunächst als Pfarrvikar der Pfarrei Santi Gervaso e Protaso in Novate Milanese tätig, bevor er 1996 Pfarrvikar der Pfarrei Santa Maria Ausiliatrice in Cassina de’ Pecchi sowie Jugendseelsorger in der Pfarrei Sant’Agata in Sant’Agata Martesana und kirchlicher Assistent der Pfadfindergruppe Cassina I wurde. Von 2007 bis 2014 war Di Tolve für den Religionsunterricht im Erzbistum Mailand zuständig und von 2008 bis 2014 zudem für die Schulpastoral. Daneben wirkte er in dieser Zeit als Seelsorger in der Pfarrei San Marco in Mailand. Ferner gehörte er von 2005 bis 2014 der diözesanen Katechesekommission an und von 2007 bis 2014 dem Beirat des Istituto Superiore di Scienze Religiose in Mailand. Darüber hinaus beriet er von 2009 bis 2010 die Diözesankommission für die Vorbereitungsprogramme zu den Initiationssakramenten. Von 2014 bis 2020 fungierte Di Tolve als Regens des erzbischöflichen Priesterseminars in Mailand. Zusätzlich gehörte er der Kommission für die Zulassung zu den Weihen an und beriet den Bischofsrat des Erzbistums Mailand. Ab 2020 wirkte Di Tolve als Pfarrer der Pfarreien San Giovanni Battista in Rho und Sant’Ambrogio ad Nemus in Passirana. Außerdem war er bereits ab 2015 Domherr am Mailänder Dom.
Am 26. Mai 2023 ernannte ihn Papst Franziskus zum Titularbischof von Horrea und zum Weihbischof in Rom. Zudem bestellte ihn Papst Franziskus am 5. Juli 2023 zum Regens des Päpstlichen Römischen Priesterseminars und wies ihm außerdem als Aufgabenbereich die Förderung und Koordination der Zusammenarbeit zwischen den verschiedenen Priesterausbildungsstätten im Bistum Rom zu. Der Erzbischof von Mailand, Mario Delpini, spendete ihm am 2. September desselben Jahres im Mailänder Dom die Bischofsweihe; Mitkonsekratoren waren der Kardinalvikar des Bistums Rom, Angelo De Donatis, und der Weihbischof in Mailand, Giovanni Luca Raimondi. Sein Wahlspruch Perché andiate e portiate frutto („Damit ihr euch aufmacht und Frucht bringt“) stammt aus Joh 15,16 . Als Weihbischof gehört Di Tolve dem Bischofsrat des Bistums Rom an.